# Католическая церковь Эсватини
Католическая церковь Эсватини — это часть всемирной католической церкви, находящейся под духовным руководством Папы Римского в Королевстве Эсватини.

## История
Католическая церковь зародилась в Эсватини в 1913 году с прибытием сервитских миссионеров, которые начали работу в Мбабане. Двое епископов Эсватини родились в Эсватини: Мандле Нхоси Зване и Нкамисо Ндлову.  Страна образует единую епархию — Манзини.

## Статистика
По оценкам местных религиозных лидеров, в 2022 году 20% населения Эсватини являются католиками. По другим данным, эта цифра составляет 5,35%. В 2020 году в 17 приходах служили 33 священника и 54 монахини.